# Canton City
Canton City és una població dels Estats Units a l'estat de Dakota del Nord. Segons el cens del 2000 tenia 42 habitants.

## Demografia
Segons el cens del 2000, Canton City tenia 42 habitants, 22 habitatges, i 13 famílies. La densitat de població era de 108,1 hab./km².
Dels 22 habitatges en un 18,2% hi vivien nens de menys de 18 anys, en un 40,9% hi vivien parelles casades, en un 13,6% dones solteres, i en un 36,4% no eren unitats familiars. En el 31,8% dels habitatges hi vivien persones soles el 4,5% de les quals corresponia a persones de 65 anys o més que vivien soles. El nombre mitjà de persones vivint en cada habitatge era d'1,91 i el nombre mitjà de persones que vivien en cada família era de 2,36.
Per edats la població es repartia de la següent manera: un 16,7% tenia menys de 18 anys, un 2,4% entre 18 i 24, un 38,1% entre 25 i 44, un 23,8% de 45 a 60 i un 19% 65 anys o més.
L'edat mediana era de 41 anys. Per cada 100 dones de 18 o més anys hi havia 118,8 homes.
La renda mediana per habitatge era de 31.250 $ i la renda mediana per família de 36.875 $. Els homes tenien una renda mediana de 28.750 $ mentre que les dones 13.750 $. La renda per capita de la població era de 21.511 $. Cap de les famílies estaven per davall del llindar de pobresa.

## Poblacions més properes
El següent diagrama mostra les poblacions més properes.